# Autant en emporte Fletch !
Série
Fletch aux trousses
(1985)
Pour plus de détails, voir Fiche technique et Distribution.
Autant en emporte Fletch ! (ou Les vies de Fletch'' au Québec) (Fletch Lives) est un film américain réalisé par Michael Ritchie en 1989. Ce film est une suite de Fletch aux trousses de 1985, par le même réalisateur.

## Synopsis
Irwin Fletcher, journaliste d'investigation, que l'on surnomme Fletch, signe ses articles du pseudonyme Jane Doe. Pour les besoins de son enquête en cours, il a revêtu une tenue de soubrette, afin de pénétrer dans la place. Mais un pépé, myope comme une taupe, l'ayant vu passer devant lui, se met à "le draguer". Voyant qu'il aura du mal à se débarrasser de ce dragueur d'une autre génération, Fletch, lui propose de sa voix la plus efféminée de l'attendre dans la pièce d'à côté. Une fois seul, il peut fouiner, de ci de là, à la recherche d'informations. Ayant obtenu ce qu'il cherchait, et pour ne pas recroiser pépé, Fletch n'a plus que la fenêtre pour s'échapper. Malheureusement, il glisse et tombe sur le capot de la voiture de ceux qu'il était censé espionner, et qui stationnaient sous la fenêtre. Après diverses esquives et avec l'aide de la providence, c'est difficilement qu'il réussit à leur échapper. De retour à son bureau, il montre son papier à Frank son directeur, qui le trouve excellent. Satisfait, Fletch se lève en lui donnant rendez-vous dans quinze jours, car il prend des vacances qui lui avaient été promises au début de son enquête. 
Mais Frank lui annonce qu'il partira bien en vacances, mais après l'enquête qu'il devra faire sur les égouts. Fletch se plaint des huit jours qu'il vient de passer, affublé en Dolly Parton, à subir des pincements de fesses, et d'autres choses, et qu'il mérite amplement ses congés. Mais Franck refuse et lui annonce même que le nouvel ordinateur acquis récemment refuse de payer les dépenses qu’il fait en dehors du bureau et qu’elles lui seront donc retenues sur son salaire et que ça, il n'y est pour rien, que c'est l'ordinateur. Pris au piège, Fletch rentre chez lui, où il retrouve, allongé sur son canapé, l'avocat Marvin Guillette, qui lui réclame la pension alimentaire qu'il doit à son ex-femme. Après quelques quolibets. sur le physique de Guillette, il le met dehors, non sans avoir auparavant inondé son attaché-case. Le lendemain matin, à son bureau, il reçoit l’appel d'un notaire qui lui annonce que sa grand-mère vient de décéder en lui léguant sa plantation. Immédiatement Fletch démissionne, malgré l'incrédulité de Frank, qui ne prend pas sa démission pour argent comptant, et lui propose même sa maison de campagne pour se reposer, mais rien n’y fait. Dans l'avion qui le conduit vers le Sud, Fletch rêve à sa plantation, à son manoir et son perron sur lequel il se balance, assis sur un rocking-chair. 
À ses pieds, Guillette lui nettoie ses chaussures, à ses côtés, Betty Lee, une jeune femme au buste proéminent habillée telle Scarlett dans Autant en emporte le vent, l'appelle Colonel. Elle lui annonce que toute la plantation est venue pour lui chanter une chanson. Là, Fletch se lève de son rocking-chair et annonce que c'est lui qui va chanter pour eux, et il entonne la chanson Zip a Dee Doo Dah thème du film Mélodie du Sud, dans une adaptation digne des plus grandes comédies musicales de Broadway.

## Fiche technique
- Titre original : Fletch lives
- Titre français : Autant en emporte Fletch !
- Titre québécois : Les vies de Fletch
- Pays de production :  États-Unis
- Année : 1989
- Réalisation : Michael Ritchie
- Scénario : Leon Capetanos, d'après les personnages créés par Gregory Mcdonald
- Producteur : Peter Douglas, Alan Greisman, Richard A. Harris[2]
- Producteur exécutif : Bruce Bodner, Robert E. Larson[3]
- Production : Universal Pictures et Vincent Pictures
- Distribution : Universal Pictures
- Directeur de production : Robert E. Larson
- Direction artistique : Cameron Birnie, Jimmie Bly, W. Steven Graham, Donald B. Woodruff
- Musique : Harold Faltermeyer
- Photographie : John McPherson
- Montage : Richard A. Harris
- Costumes : Anna Hill Johnstone
- Maquillage : Tom Miller, Michael Mills
- Langue : anglais
- Format : couleur (Technicolor) – 35 mm – 1,85:1 – Dolby SR – Dolby Surround
- Genre : comédie, policier, mystère
- Durée : 95 minutes
- Dates de sortie : 
  - États-Unis : 17 mars 1989
  - France : Inconnu
- Recette : États-Unis ~ 35 150 960 $ US

## Distribution
- Chevy Chase (VQ : Jacques Lavallée) : Irwin 'Fletch' Fletcher
- Hal Holbrook : Hamilton "Ham" Johnson
- Julianne Phillips (VQ : Geneviève de Rocray) : Becky Culpepper
- R. Lee Ermey (VQ : Hubert Gagnon) : Jimmy Lee Farnsworth
- Richard Libertini (VQ : Ronald France) : Frank Walker
- Randall 'Tex' Cobb (en) (VQ : Serge Turgeon) : Ben Dover
- Cleavon Little (VQ : Daniel Lesourd) : Calculus Entropy
- George Wyner : Marvin Gillet
- Patricia Kalember (VQ : Claudine Chatel) : Amanda Ray Ross
- Geoffrey Lewis : Chef du KKK
- Richard Belzer : Phil
- Phil Hartman (VQ : Luis de Cespedes) : Bly Manager
- Titos Vandis : Oncle Kakakis
- Don Hood (en) : Tom Barbour
- Dennis Burkley : Joe Jack
- Marcella Lowery : Selma

Source: Doublage Québec

## Autour du film
- Le bar où Fletch entre sous le pseudonyme d'Ed Harley est le même où Pee Wee Herman fait la danse de la Tequila dans Pee-Wee Big Adventure de Tim Burton en 1985.
- Le Ministère Farnsworth de la Télévision est en réalité l'Universal Amphitheater concert arena des studios Universal à Hollywood.
- Dans la scène où Fletch chante "Zip a Dee Doo Dah", les Underhill du club de tennis, du premier opus Fletch aux trousses dansent directement derrière lui avec les raquettes.